# Operació Fortitude
L'Operació Fortitude va ser una campanya d'intoxicació informativa duta a terme per diversos mitjans amb la finalitat de distreure els alemanys de l'Operació Overlord, durant la Segona Guerra Mundial. Entre els participants es troba Joan Pujol alies "Garbo", un espia doble que va enganyar Adolf Hitler sobre el desembarcament de Normandia.
El gener de 1944 els alemanys comunicaven a Garbo que creien que els Aliats s'estaven preparant per a una invasió a gran escala d'Europa i que demanaven estar informats del desenvolupament. Això preparava el camí del que havia de ser el cop més gran de Garbo.
L'avaluació de l'alt comandament alemany de les intencions dels aliats era correcta. Sota el nom en clau Operació Overlord, els plans britànics i americans per a una invasió d'Europa ocupada estaven efectivament en curs. El que els alemanys no sabien era que el pla incloïa una operació de distracció de l'enemic, anomenada Operació Fortitude, en el qual Garbo havia de tenir un paper cabdal.
Entre gener de 1944 i el Dia D, més de 500 missatges de ràdio (quatre transmissions al dia) passaren entre Garbo i Madrid i eren retransmesos a Berlín. Els informes, que venien de totes les parts de la xarxa de Garbo, dissimulaven l'estat dels preparatius d'Overlord, però també responien a un altre propòsit important.
Durant les primeres etapes de planificació de la invasió es decidí que si, finalment es feia el desembarcament, l'única possibilitat d'èxit sobre els alemanys implicava tenir-los desorientats sobre el punt exacte on tindria lloc.
Una vegada decidit el punt real d'atac -les platges de Normandia-, el pròxim moviment fou persuadir els alemanys que la força d'invasió desembarcaria molt més al nord, en l'àrea del Pas de Calais (que Hitler sempre havia pensat que era el punt d'arribada més probable).
I no només això, els planificadors aliats creien que aquesta ficció es podria mantenir fins i tot després que els desembarcaments haguessin tingut lloc. Els agents de Garbo informarien autoritzadament que el desembarcament de Normandia no era més que un esquer i que l'atac principal encara havia de venir pel Pas de Calais.
Per a donar suport a aquest objectiu, els agents del Servei de Seguretat i els seus oficials locals varen ser prudentment informats amb informació, sovint en mers fragments, completament dissenyada per a apuntar en una direcció. Com un trencaclosques elaborat, cada peça contribuiria a crear una imatge, la importància de la qual es confirmava només quan estava completa.

## Operació Fortitude North

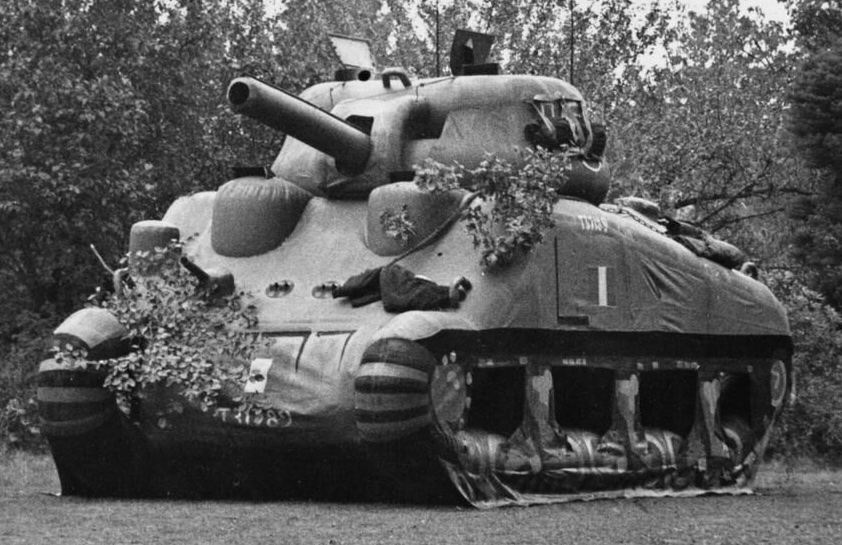
Un model inflable d'un tanc M4 Sherman que serví d'engany durant l'Operació Fortitude.

El 24 d'abril de 1944, Garbo informà el Servei d'Intel·ligència del Tercer Reich del trasllat de dues divisions aliades cap a Escòcia amb l'objectiu d'envair Noruega. És el primer engany, conegut pels serveis secrets britànics com a Operació Fortitude North. Hitler, que creu cegament en ell, no dubta a enviar 16 divisions alemanyes a Escandinàvia pendents dels moviments aliats. Hi romandran inactives fins a mitjan juny.

## Operació Fortitude South
En el cor del pla de distracció hi havia un exèrcit "fantasma" sencer, el Primer Cos d'Exèrcit dels EUA (FUSAG). Això suposadament comprenia 11 divisions inexistents (150.000 homes) sota les ordres del general George Patton, conegut com un dels millors comandants de tancs dels aliats. El FUSAG aparentava estar establert a Kent i Essex preparat per a unir-se a la invasió – lluny de la força d'invasió real que es concentrava a l'oest.
Tant la intel·ligència alemanya com l'alt comandament alemany, es van creure la història completament falsa.
Per a animar-los a creure que el desembarcament de Normandia era una mera bola i que la força principal encara havia de venir per l'àrea de Calais, s'acordà que el 5 de juny Garbo els advertiria que estiguessin a l'expectativa d'un missatge urgent a les 03:00 del 6 de juny (el Dia D). En aquest punt Garbo informaria, segons un "agent" present en un camp de reagrupament a Southampton, que les coses estaven en marxa, que a les tropes se'ls estava proporcionant equipament d'embarcament, incloent-hi bosses de vòmit, i tot un seguit de signes que confirmaven que la força d'invasió estava a punt d'anar a França.

Inexplicablement, tanmateix, l'operador alemany falla en connectar via ràdio per a la cita planificada. La intel·ligència alemanya s'adonà de la importància del missatge perdut l'endemà de la invasió, amb la qual cosa Garbo guanyava un crèdit de confiança i credibilitat addicional. Per a aplicar sal a la ferida, Garbo explicava als seus contactes alemanys el seu disgust per no haver estat sentit per la ràdio el dia anterior: "No puc acceptar excuses o negligència. Si no fos pels meus ideals, abandonaria l'activitat".
En 9 de juny, tres dies després de la invasió, Garbo envià potser el seu missatge més important. Era molt llarg i informava d'una reunió que havia tingut amb els seus agents aquell dia. Garbo demanava que això fos transmès urgentment a l'alt comandament alemany. Assenyalava que el primer cos d'Exèrcit dels EUA a les ordres de Patton no s'havia mogut encara del sud-est d'Anglaterra. Garbo informava, amb autoritat, que el propòsit dels "desembarcaments de distracció" a Normandia era ajudar a assegurar l'èxit de l'immediat assalt per Calais.
Els alemanys acceptaren aquesta declaració que significà la culminació de l'Operació Fortitude. Els enganyà de tal manera que durant juliol i agost, els alemanys varen mantenir dues divisions blindades i 19 divisions d'infanteria al Pas de Calais en previsió d'una invasió. Això donà un temps preciós als aliats per a establir les seves posicions.
El comandant en cap alemany, mariscal de camp Gerd von Rundstedt, va ser un dels que s'ho va empassar, fins i tot per a invalidar una proposta del general Erwin Rommel que proposà moure les seves divisions del Pas de Calais per a ajudar en la defensa de Normandia. Tal com diu La Història Oficial de la Intel·ligència britànica a la segona guerra mundial, "la seva intervenció en la batalla de Normandia realment podria haver fet la balançada".
Irònicament, la reputació de Garbo entre els alemanys va augmentar amb l'afer del Dia D. El 29 de juliol de 1944 era informat que se li havia atorgat la Creu de Ferro pel Führer, pels seus "serveis extraordinaris" a Alemanya. En resposta, Pujol i Tomas Harris, el seu enllaç a l'MI5, expressaven "les gràcies humils" de Garbo per tal honor, per al qual era veritablement "indigne".